# 名誉参与
名誉参与（めいよさんよ）とは行政機関や教育機関等にみられる栄誉称号・名誉称号の一種。名誉参与員とも。類似の職名として名誉参事がある（本項で解説）。

## 名誉参与

### 地方公共団体における名誉参与及び名誉参与員
日本の地方公共団体(市町村)では、茨城県牛堀町が同県潮来市と合併する前に名誉参与の称号を定めていたほか、現在でも千葉県銚子市が条例において名誉参与員の称号を定めており、主に以下の要件に該当する者に当該称号とともに推薦状と名誉参与員章を贈ることが規定されている。
1. 市議会議員として満12年以上在職し現在その職に就いていない者
2. 公共の福祉増進に特に功績があつた者
3. 社会、文化の興隆に特に功績があつた者
4. その他、市政の進展に特に功績があつた者

主に、地元選出の県議会議員・市議会議員、漁業協同組合役員等に授与例がみられる。特に漁業での功労者としては元全国漁業協同組合婦人部連絡協議会副会長の西広秀子がおり、全国でも珍しい大中型巻き網漁の女性経営者で1985年4月1日から10月5日まで放映されたNHK朝の連続テレビ小説第34作『澪つくし』でヒロインの義母役のモデルとして知られている。

### 特殊法人・国立大学法人における名誉参与
特殊法人動力炉・核燃料開発事業団(現独立行政法人日本原子力研究開発機構)では名誉職として名誉参与を置いていた他、また、国立大学法人山梨大学では「山梨大学名誉参与称号授与規程」を定め、法人経営に功績のあった人物に対して名誉参与記をもって名誉参与の称号を贈っている。

### 戦前日本の各種団体における名誉参与
また、戦前(太平洋戦争以前)の日本では、帝国在郷軍人会令の下、全国的に組織されていた帝国在郷軍人会の名誉職として名誉参与が置かれ名誉参与徽章が授与されていた。また、戦前、大正天皇即位の礼に伴い都道府県単位で設立された大礼奉祝会でも名誉参与が置かれた。京都府の大礼奉祝会では84名の名誉参与ほか役員が任命され、名誉参与としては京都府内務部長警察部長ほか官吏5名、市会議員45名、商工会議所議員19名、新聞社支局長15名が任ぜられたとの記録がある。

### 学校法人における名誉参与
学校法人でも名誉参与を置く例がある。慶應義塾がそれにあたる。

### 社団・財団等における名誉参与
また、日本の社団法人・財団法人でも名誉参与の職ないし称号を置き、業界の功労者等に授ける場合がある。農林水産技術同友会や、社団法人日本デザイン文化協会などで任命・委嘱している例がある。

## 名誉参事
なお、類似の職名として名誉参事がある。

### 体育施設における名誉参事
米国では体育施設の名誉役員の職名として名誉参事がある。一例として20世紀、豪州生まれの水泳選手・映画俳優として活動したジョニー・ワイズミュラーは渡米後、フロリダ州フォートローダーデイル市のスイミング・ホール・オヴ・フェームの名誉参事となり、プール会社の経営にも従事している。

### 文献資料
- 清水とき著「増補改訂 やさしい和裁―単衣作り方から着方、帯結びまで」(日本ヴォーグ社、2004年)ISBN 4529039587
- 日外アソシエーツ編集部編『20世紀西洋人名事典2.ハ～ワ』（日外アソシエーツ、1995年）ISBN 4816912711

### 報道資料
- 『読売新聞』2001年12月29日東京朝刊京葉版
- 『読売新聞』2004年2月20日東京朝刊

### インターネット資料
- 潮来市ウェブサイト「○潮来市名誉市民条例」
- 一般社団法人SFCフォーラム「沿革」
- 一般社団法人日本原子力学会ウェブサイト「歴代会長・副会長」